# Zygothrica microeristes
Zygothrica microeristes är en tvåvingeart som beskrevs av David Grimaldi 1987. Zygothrica microeristes ingår i släktet Zygothrica och familjen daggflugor. Inga underarter finns listade i Catalogue of Life.